# Monnaie

Monnaie este o comună în departamentul Indre-et-Loire, Franța. În 1 ianuarie 2022 avea o populație de 4.785 de locuitori.